# Marine Debaut
Marine Debaut, née le 9 mars 1994 à Dieppe, est une basketteuse française évoluant comme arrière.

## Biographie
Marine Debaut commence sa carrière de basketteuse à Offranville, en Normandie, dans son village natal. Elle rejoint ensuite le Pôle espoir de Rouen à treize ans puis le centre de formation de Calais, alors en première division. À seize ans, Marine Debaut subie une rupture des ligaments croisés d'un genou alors qu'elle joue avec l'équipe réserve de Calais en N2.
Elle évolue ensuite à Bihorel en Nationale 3, et Gravenchon en Nationale 2.
En mars 2015, Stéphane Leite, entraîneur de Landerneau, lui demande de faire un essai pendant quelques jours au Léon Trégor Basket. La joueuse de 21 ans s'engage avec le LTB en provenance de Gravenchon (N2). Arrivée comme seconde meneuse de jeu, elle gagne ses galons de titulaire dès sa première saison, passant devant Aline Dumont, et poursuit l'année suivante.
Après deux ans à Landerneau, Marine Debaut évolue autant de temps à Reims. En mars 2019, elle est à près de 13 points et 4 passes décisives par match mais est victime d’une rupture des ligaments croisés au genou droit, et dans l’incapacité de rejouer avant décembre 2019. Pour autant, elle décide de quitter le club champenois durant l'été et rejoint Strasbourg, promu en Ligue 2,.
Marine Debaut rejoue début décembre 2019 avec le SIG. Victime d’une entorse de la cheville à son retour de blessure, elle parvient tout de même à participer à sept rencontres de championnat mais la saison s’arrête brutalement en raison du Covid-19. Le club lui fait confiance en lui proposant un contrat pour une année supplémentaire. En 2020-2021, à 26 ans, elle joue sa sixième saison consécutive en Ligue féminine 2, la deuxième sous les couleurs de Strasbourg. Avant cette saison, elle se fait opérer d'un ménisque et commence de nouveau sa saison en retard.
À l'été 2021, la meneuse-arrière rejoint le C' Chartres basket féminin (LF2) pour compenser le départ de Joelly Belleka sur le secteur extérieur. Marine Debaut signe un contrat professionnel de deux ans, mais avec la possibilité de quitter le club au terme de la première saison en cas d'offre de l’élite.

## Style de jeu
Sa rapidité, balle en main, et son adresse sur le tir sont ses atouts.
Elle est également une excellente joueuse défensive et se distingue par son QI Basket[Quoi ?] élevé[réf. nécessaire].

## Statistiques
Pour son retour sur les parquets avec Strasbourg en 2019-20, en sept rencontres de championnat en raison du Covid-19, Marine Debaut tourne à 8,3 points, 30,9% de réussite aux tirs (45,8% à 2-points et 17,8 à 3-points), 2,7 rebonds et 2 passes décisives en 29 minutes de jeu et une évaluation moyenne de 5,7. La seconde saison, elle tourne à 11 points et 2,6 passes décisives en 15 matches de Ligue 2.